# Le Persécuteur
Le Persécuteur est le 1er épisode de la saison 2 de la série télévisée Melrose Place.

## Synopsis
Alison se retrouve à faire des heures supplémentaires, ayant été submergée de travail par Amanda qui, pendant ce temps, a organisé une fête à Melrose Place pour fêter son emménagement.
Alison ne cesse de recevoir des appels anonymes menaçants. La jeune femme est perturbée. Ayant cru que l'agresseur était chez D&D, elle tente de s'enfuir mais Keith débarque à l'agence et la rassure. De vives tensions ressortent entre Alison et Billy qui lui reproche sa proximité avec Keith, qu'il soupçonne rapidement d'être l'auteur des appels, ce qui se révélera être juste. Pour dissimuler tout soupçon, Keith se blesse volontairement et fait croire à Alison qu'il s'agit d'une agression. Billy, de son côté, met les choses au point avec Amanda et lui dit qu'il est heureux avec Alison et qu'elle doit l'accepter.
Jo reprend sa relation avec Jake et lui propose de venir habiter chez elle. 
Michael refuse de signer les papiers de son divorce notifiés par Jane pour le motif de "cruauté mentale". En effet, il ne souhaite pas que ce divorce nuise à sa carrière. Kimberly convainc Michael de prendre une maison à Malibu. Elle espère ainsi donner un nouvel élan a leur relation. Amanda tente de convaincre Jane de demander la moitié de la fortune de Michael pour lui faire payer ce qu'il lui a fait et lui recommande un avocat réputé. Jane finit par l'écouter et annonce sa décision à Michael. Celui-ci demande à Kimberly de se faire discrète et lui dit que personne ne doit être au courant de leur liaison. Kimberly, folle amoureuse, lui dit qu'elle est prête à vivre dans l'ombre.

## Statut particulier
La relation entre Billy et Amanda est définitivement terminée.
Amanda emménage dans l'appartement n°4 de la résidence Melrose Place, laissé vacant après la départ de Rhonda.
Le personnage de Rhonda Blair disparaît sans explication. Dans le dernier épisode de la première saison, elle avait accepté la demande en mariage formulée par Terrence. Officiellement, les scénaristes ne savaient pas quoi faire de son personnage. Rhonda apparaîtra une seule fois au cours de la série, lors d'un flashback, au cours du premier épisode de la sixième saison.
Heather Locklear rejoint officiellement la distribution régulière dans cet épisode, avec une mention spéciale au générique.

## Distribution
Acteurs principaux
- Josie Bissett (VF : Isabelle Maudet) : Jane Andrews Mancini
- Thomas Calabro (VF : Vincent Violette) : Michael Mancini
- Doug Savant (VF : Emmanuel Curtil) : Matthew Fielding Jr.
- Grant Show (VF : Thierry Ragueneau) : Jake Hanson
- Andrew Shue (VF : Vincent Ropion) : Billy Campbell
- Daphne Zuniga (VF : Déborah Perret) : Jo Beth Reynolds
- Laura Leighton (VF : Joëlle Guigui) : Sydney Andrews
- Et Courtney Thorne-Smith (VF : Virginie Mery) : dans le rôle d' Alison Parker
- Avec la participation spéciale de Heather Locklear (VF : Dominique Dumont)  : dans le rôle d Amanda Woodward

Acteurs et actrices crédités en début d'épisode
- William R. Moses : Keith Gray
- Willie C. Carpenter : détective
- Et avec Marcia Cross dans le rôle de Kimberly Shaw